# 足利競馬場
足利競馬場（あしかがけいばじょう）は、栃木県足利市にあった地方競馬の競馬場。2003年（平成15年）3月3日の開催を最後に閉鎖された。

## 概要
足利競馬場は、1930年に開設された旧足利競馬場（足利市岩井町周辺、現在の渡良瀬川の河川敷内）が水害被害を受けたのを機に、1969年に足利市西部の五十部町に移転した。
開催終了時点で競馬開催の主催を行っていたのは足利市で、関東地方では当時唯一の市営開催のみの競馬場であった。栃木県営競馬が開催されたことがあり、1970年代には栃木県町村会による主催もあった。紀伊國屋書店の高井昌史の発案により、栃木県町村会が得た収益金のうち、年間2億円が図書購入費に充てられ、加盟各町村の公民館図書室の蔵書の充実や図書館の新設に役立てられた。
また、昭和末期には当時の北関東を代表するトップジョッキーであった福田三郎の本拠地としても知られていた。しかし、福田は全盛期の1991年に調教中の落馬事故で下半身不随になり、引退した（後、2011年3月死去）。最盛期には1開催で13億円以上も売り上げたが、バブル崩壊以降は減少していった。
末期の数年間は「北関東ホット競馬」と題し、宇都宮競馬場、高崎競馬場と会場の開催日程を調整して行っていたが、市営競馬の慢性的な赤字の他、ダートグレード競走が全国的に展開されていく状況になるも、所属する競走馬の全体的なレベル及び経営状態からは本格的に参画していくことも到底不可能な状況であった。かくて、売上低下の回復の目処も立たず、同時に繊維産業などの地場産業の低迷や地域のメーンバンクであった足利銀行の経営不振の余波などもあって地元経済が低迷の一途を辿り続けた影響は重く、足利市自体の財政面が切迫した状況になってきたこと、地元経済の低迷による馬主の減少なども一因になり、預託馬不足の状況にも悩まされる状況になったことなど、地域経済のみでも到底支えられない状態になり、競馬の開催の継続が困難になったことから、2003年3月の開催をもって競馬の開催を廃止し、宇都宮競馬場の場外発売会場として利用されていた。2005年（平成17年）3月に宇都宮競馬場が廃止されるまでのしばらくの間、厩舎も宇都宮競馬場に移管され、コースを使用した調教も行われていた。
なお、国内全ての競馬場の中で、最後（1998年3月）までシングルユニット式投票券が使用されていた（公営競技全体で見ると、その後も門司競輪場などで使用されていた）。払戻金の計算もこの時まで完全手動式であり、払い戻しごとに従業員がそろばんや電卓を使い手動で計算し、払い戻しを行っていた。
コースは1周1100mであり直線距離は237m、フルゲートは10頭。レース施行距離は800m、1300m、1400m、1700m、1800m、1900m。極端なスパイラルカーブとなっており、1・3コーナーは非常に緩かった。コースとスタンドの間が僅か数メートルしかなく、コースとパドックが隣接していた。

## 発売する馬券の種類（廃止直前）
○…発売　×…発売なし
| 単勝 | 複勝 | 枠番連複 | 枠番連単 | 馬番連複 | 馬番連単 | ワイド | 3連複 | 3連単 |
| ---- | ---- | -------- | -------- | -------- | -------- | ------ | ----- | ----- |
| ○    | ○    | ○        | ○        | ○        | ○        | ○      | ×     | ×     |

## 主な競走
- 足利記念
- 尊氏賞
- ばん阿賞
- 織姫賞
- オールスターカップ
  - 上記の競走は、足利競馬場廃止後、宇都宮競馬場に移設された。

## その他
同競馬場で活躍したウニモグは当初廃車する予定だったが、競売に出され、101万円の高値で落札された。
足利競馬場廃止以降は栃木県営宇都宮競馬場や南関東公営競馬の場外発売場として運営されていたが、2005年3月の宇都宮競馬場廃止とともにその場外発売場・トレセンとしての利用も廃止され、馬券も含めて栃木県から競馬の蹄音が絶たれることとなった。
観客席（スタンド）は2006年に解体され、跡地の整備が進んだ結果、2009年現在では跡地の一部に五十部運動公園が整備されている。また旧本馬場の西半分は足利赤十字病院が移転し、2011年7月に開院した。東半分は日本医療薬科大学（仮称）が設置される計画であったが、これは2006年8月頃に頓挫し、現在は「高等教育機関誘致計画中」の状態になっている。
2019年6月、競馬場跡地の1.5ヘクタールの土地に、渋谷スクランブル交差点を再現した映画撮影用のオープンセット（北緯36度20分18.3秒 東経139度25分32.3秒 / 北緯36.338417度 東経139.425639度）を建設することが足利市から発表され、9月19日にマスメディア関係者に公開された。当初は日本映画『サイレント・トーキョー』と中国映画『唐人街探偵 東京MISSION』、Netflixドラマ『今際の国のアリス』の3作品の撮影が終了する2019年内の解体を予定していたが、映画やCMなど、他の団体からも本セット利用を希望する声が多かったことから、足利市が土地や建物を、東京都世田谷区の映像美術会社「ヌーヴェルヴァーグ」に貸し出す形で存続させることが決まった。